# Johann Sperber
Johann Sperber oder Hans Sperber (geboren um 1551 in Prag; gestorben 12. März 1621 in Zittau) war ein Maler mit der Künstlersignatur HS.
In Zittau bemalte er
- 1611: die Hauptorgel der Johanniskirche;[1]
- die Decke der Ratsstube, die 1730 nach Jonsdorf transloziert wurde;[1]
- und die 1617 datierten und mit HS bezeichneten Füllungen der Brüstungen der Emporen in der Zittauer Hospitalkirche.[1]